# The Abominable Snowman
The Abominable Snowman é um filme de terror, aventura, suspense e fantasia produzido no Reino Unido, dirigido por Val Guest e lançado em 1957. e pelos atores por Forrest Tucker e Peter Cushing.

## Sinopse
Um gentil botânico inglês, acompanhado por um cientista americano chamado Shelley, decidiram conduzir uma expedição única aos Himalaias em busca do lendário Yeti, que o jovem escocês McNee, que também segue viagem com eles, afirma ter visto. Chegando lá, após encontrarem as pegadas, as verdadeiras intenções de alguns serão reveladas.

## Elenco
- Forrest Tucker como Tom Friend
- Peter Cushing como Dr. John Rollason
- Arnold Marlé como O Lama
- Maureen Connell como Helen Rollason
- Richard Wattis como Peter Fox
- Robert Brown como Ed Shelley
- Michael Brill como Andrew McNee
- Wolfe Morris como Kusang
- Anthony Chinn como Majordomo